# Комплексная безопасность
«Комплексная безопасность» — международная выставка-салон, посвященная техническим аспектам обеспечения безопасности общества и государства. Проводится ежегоднo вo Всероссийском выставочном центре (Москва, Россия). Основными организаторами являются МЧС России, МВД России, ФСВТС России. Так же известна как International Safety & Security Exhibition или ISSE.
Входит в проект «Международная сеть выставок по безопасности».
Изначальной целью выставочного проекта является демонстрация на общероссийском уровне действия федеральных целевых программ в сфере безопасности, а также содействие во внедрении инновационных отечественных комплексов и технологий, что позволит повысить эффективность выполнения этих программ. Деловая программа включает пленарные заседания, многочисленные презентации, конгрессы, научно-практические конференции и семинары с участием партнеров салона, руководителей тыловых и технических служб МВД и МЧС России, ведущих специалистов Минобороны России, Рособоронзаказа и других федеральных органов исполнительной власти.

## Ретроспектива основных этапов развития
- 2008 — по инициативе МВД России, МЧС России, ФГУП «Рособоронэкспорт», Федеральной служба по военно-техническому сотрудничеству проведен первый салон «Комплексная безопасность-2008», который заложил основной формат экспозиционной части и деловой программы. В первом салоне приняли участие 372 компании и более 7 тысяч посетителей.
- 2010 — в рамках салона «Комплексная безопасность-2010» продемонстрированы все целевые федеральные программы в области безопасности, реализуемые в России.
- 2011 — в салоне «Комплексная безопасность-2011» приняло участие 447 отечественных и зарубежных компаний.
- 2012 — в салоне «Комплексная безопасность-2012» приняло участие 454 компании из 18 стран мира и более 15 тысяч посетителей.
- 2014 — посетителями салона «Комплексная безопасность-2014» были 14 678 человек и 48 официальных делегаций из 56 стран мира, участниками — 454 компании представляющие 18 стран[2] что делает салон «Комплексная безопасность» крупнейшим в Европе.
- 2016 — «Комплексная безопасность 2016» — прошло 23 мероприятия. В них приняли участие 2075 специалистов. Часть выставки, посвященная вопросам обеспечения безопасности в чрезвычайных ситуациях, прошла в Ногинском спасательном центре. Всего выставку посетили 15 326 посетителей[3].

## Участники
- компания Beijing Scotia Safety Products
- «Ростехнологии»
- ГАЗ
- КАМАЗ
- Всероссийский центр экстренной и радиационной медицины имени А. М. Никифорова
- «IVЕСО-Magirus»
- журнал «Независимое военное обозрение»
- Новосибирский приборостроительный завод
- интернет-портал по безопасности www.secur.ru
- «Рособоронэкспорт»
- Российский федеральный ядерный центр
- компания Scott Safety
- ПО Электроприбор
- и др.[4]

## Тематический план салона

### Пожарная безопасность
1. Противопожарное оборудование:
2. Противопожарные средства и огнезащитные материалы
3. Системы автоматизированного управления, информационные системы, комплексы и средства связи:
4. Охранно-пожарные системы сигнализации и оповещения:
5. Средства эвакуации и спасения людей при пожарах:
6. Проектирование, строительство, производство, сертификация, эксплуатация средств и систем предупреждения пожаров и пожаротушения
7. Нормативно-техническая и правовая документация противопожарного состояния объектов и средства контроля
8. Утилизация отработанных систем и средств пожаротушения
9. Подготовка кадров, инвестиционные проекты
10. Научно-технические достижения в области пожарной безопасности

### Средства спасения
1. Средства разведки: радиационной, химической, бактериологической, инженерной
2. Средства проведения аварийно-спасательных работ
3. Транспортные средства
4. Средства инженерного обеспечения
5. Средства жизнеобеспечения
6. Средства индивидуальной защиты
7. Средства связи и оповещения
8. Мониторинг и прогнозирование чрезвычайных ситуаций
9. Методика обучения специалистов и населения к действиям в чрезвычайных ситуациях

### Техника охраны
1. Видеонаблюдение
2. Контроль и управление доступом
3. Охранно-пожарные системы
4. Вспомогательное оборудование
5. Инженерно-технические средства защиты

### Транспортная безопасность
1. Технические средства предупреждения и борьбы с терроризмом
2. Системы безопасности транспортных терминалов
3. Системы организации перевозок опасных, негабаритных и тяжеловесных грузов.
4. Системы безопасности путепроводов (автомобильных и железнодорожных путей, мостов, тоннелей) и трубопроводов
5. Системы безопасности дорожного движения, системы безопасности на городском общественном транспорте
6. Специальные транспортные средства
7. Оборудование для технического осмотра автотранспорта
8. Оборудование и технические средства для автодромов
9. Безопасность на воздушном транспорте
10. Безопасность на железнодорожном транспорте
11. Техническое обеспечение безопасности высокоскоростного движения
12. Безопасность аэропортов, вокзалов и портов
13. Диспетчеризация
14. Охрана объектов транспортной инфраструктуры
15. Учебные заведения, пункты повышения квалификации и переподготовки специалистов в области обеспечения безопасности на транспорте

### Защита и оборона
1. Оборудование, инструменты и принадлежности формирований гражданской обороны
2. Досмотровое оборудование
3. Средства связи и защиты информации, средства радиоэлектронной защиты. Системы противодействия техническим средствам разведки.
4. Инженерные машины
5. Средства бронезащиты обмундирование, амуниции
6. Учебно-тренировочные пособия, оборудование, средства обучения, симуляторы и тренажёры (учебно-методических центров).
7. Средства антитеррористической деятельности

### Промышленная безопасность
1. Нормативная правовая база государственного контроля и надзора, сертификация, испытания, экспертиза промышленной безопасности оборудования
2. Антикоррозийная защита
3. Добыча, хранение, транспортирование легковоспламеняющихся токсичных, высокотоксичных веществ
4. Приборы и системы неразрушающего контроля
5. Промышленная экология
6. Техническое диагностирование и экспертиза износа оборудования
7. Испытательное оборудование
8. Специальные средства защиты человека от опасных и вредных производственных факторов, приборы контроля уровня пыли и газа, влажности, температуры, радиации и электромагнитного излучения, загрязняющих веществ, шума, напряжения в сетях
9. Системы и средства кондиционирования и воздухоочистки, терморегуляции, радиационной защиты, электромагнитной защиты, шумозащиты помещений
10. Аттестация и обследование рабочих мест по условиям безопасности труда; гигиена, эргономика, медицинское обслуживание на производстве
11. Гигиена, эргономика, медицинское обслуживание на производстве
12. Спецодежда и униформа, инструкции по производственной безопасности, информационные знаки и плакаты, специальная литература
13. Высокопрочные и износостойкие материалы, применяемые в агрессивных средах, а также в местах повышенной опасности
14. Системы управления охраной труда предприятий, обучение, переподготовка, аттестация персонала
15. Страхование промышленных рисков

### Безопасность границы
1. Технические средства охраны границы
2. Корабельно-катерный состав береговой охраны
3. Технические средства пограничного контроля
4. Комплексы технических средств, безопасности и системы жизнеобеспечения пограничных органов и их подразделений
5. Системы наблюдения, связи, передачи информации и автоматизации управления в интересах пограничных органов
6. Вооружение и индивидуальные средства защиты
7. Воздушно-космические средства наблюдения
8. Колесная и гусеничная техника
9. Таможенный досмотр и технические средства его обеспечения (оборудование таможенных терминалов — проектирование, поставка, монтаж, обслуживание)

### Ядерная и радиационная безопасность
1. Система обеспечения ядерной и радиационной безопасности (ЯРБ)
2. Обеспечение ЯРБ при производстве электроэнергии на АЭС
3. Обеспечение ЯРБ при работе предприятий ядерно-топливного цикла
4. Безопасность транспортировки радиоактивных материалов
5. Оборудование и приборы для обеспечения ЯРБ
6. Аварийно-спасательная служба и ликвидация чрезвычайных ситуаций
7. Мероприятия по реализации федеральной целевой программы «Обеспечение ядерной и радиационной безопасности»
8. Физическая безопасность ядерных и радиационно-опасных объектов.
9. Медицина, повышение безопасности населения:
10. Системы образования и аттестации, повышение квалификации кадров.
11. Информирование

### Информационные технологии
1. Системы автоматизированного управления, информационные системы, комплексы и средства связи:
2. Средства и системы защиты информации.

### Экологическая безопасность
1. Мониторинг окружающей среды, экологический контроль и исследования
2. Защита атмосферы
3. Защита гидросферы
4. Экотоксичность
5. Экологические проблемы нефтегазового комплекса
6. Экологическая безопасность в промышленности
7. Управление отходами
8. Инновационные исследования в сфере охраны окружающей среды:
9. Мониторинг и восстановление окружающей среды:

### Медицина катастроф
1. Средства иммобилизации и перемещения пострадавших, приборы и аппараты экстремальной медицины
2. Оборудование и принадлежности, препараты экстремальной медицины
3. Средства терапии и профилактики
4. Мобильные медицинские лаборатории и госпитали
5. Специальный медицинский транспорт
6. Медицинские наборы и укладки экстренной помощи
7. Мебель медицинская сборная трансформируемая
8. Системы диагностирования и оказания медицинской помощи
9. Услуги по обучению навыкам экстренной помощи, информационно -обучающие материалы
10. Лекарственные препараты
11. Реабилитация и охрана здоровья